# Margalith Galun

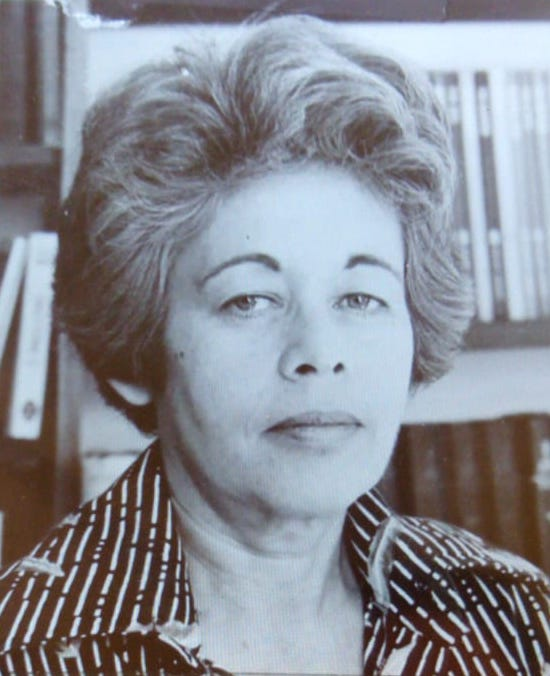
Margalith Galun

Margalith Galun (* 21. Februar 1927 in Wien als Melitta Katz; † 16. April 2012) war eine israelische Botanikerin, insbesondere Lichenologin und Forscherin an der Botanikabteilung der Universität Tel Aviv. Ihr offizielles botanisches Autorenkürzel der Botaniker und Mykologen lautet „Galun“.

## Leben und Werk
Galun wurde als Melitta Katz in Wien geboren und wurde nach einem erfolglosen Emigrationsversuch 1939 als Adoptivkind in einer jüdisch-schweizerischen Familie in der Schweiz aufgenommen. Hier änderte sie ihren Namen in Margalith Galun. 1939 zog sie mit ihren Eltern nach Palästina. Nach ihrer Schulzeit in Tel Aviv arbeitete sie einige Monate im Kibbuz von Kfar Giladi und schrieb sich 1947 an der Hebräischen Universität Jerusalem ein. Sie unterbrach von 1947 bis 1949 ihr Studium, um sich im Palästinakrieg den israelischen Streitkräften anzuschließen. 1952 beendete sie ihr Grundstudium und heiratete 1953 den Biologen Esra Amiel Galun. 1954 erhielt sie den Master of Science in Botanik, ihr Sohn Eithan Galun wurde geboren, sie begann an der Hebräischen Universität zu promovieren und arbeitete gleichzeitig als wissenschaftliche Mitarbeiterin am Volcani Agriculture Institute in Rehovot. 1959 wurde ihr zweiter Sohn Ehud Galun geboren, und 1960 promovierte sie bei Israel Reichart. Von 1961 bis 1962 forschte sie am California Institute of Technology in Pasadena und 1963 war sie wissenschaftliche Beraterin am National Council of Research and Development. Nach einem Forschungsstipendium der Israel National Academy of Science and Humanities und Lehrtätigkeiten wurde sie 1977 Professorin an der Abteilung für Botanik der Universität Tel Aviv. Ihre Arbeiten trugen wesentlich zur Identifikation und Bestimmung der Flechtenflora in Israel bei. Sie erforschte u. a. die Verwendungsmöglichkeit von Flechten als Bio-Indikatoren bei Luftverschmutzung. Ihre Forschungsergebnisse präsentierte sie auf internationalen Konferenzen und veröffentlichte sie in mehr als 90 Beiträgen. Sie war Mitglied der Israelischen Akademie der Wissenschaften und gründete die israelische Flechtensammlung an der Universität Tel Aviv. Sie war von 1985 bis 2006 Chefredakteurin der von ihr gegründeten Fachzeitschrift Symbiosis. Zu ihren Ehren wird seit 2012 ein Preis von der Internationalen Vereinigung für Lichenology für herausragende studentische Vortragende auf den Symposien der Organisation verliehen.

## Bücher (Auswahl)
- Galun, Margalith: CRC Handbook of Lichenology, Volume I. CRC, Boca Raton 1988, ISBN 0-8493-3581-7
- Galun, Margalith: The Lichens of Israel [SERIES]: Publications of the Israel Academy of Sciences and Humanities: Section of Sciences, 1970

## Auszeichnungen
- 1994: Acharius-Medaille
- 1996:  Meitner-Humboldt-Preis